# Programmations du Sziget Festival
Pour un article plus général, voir Sziget Festival.

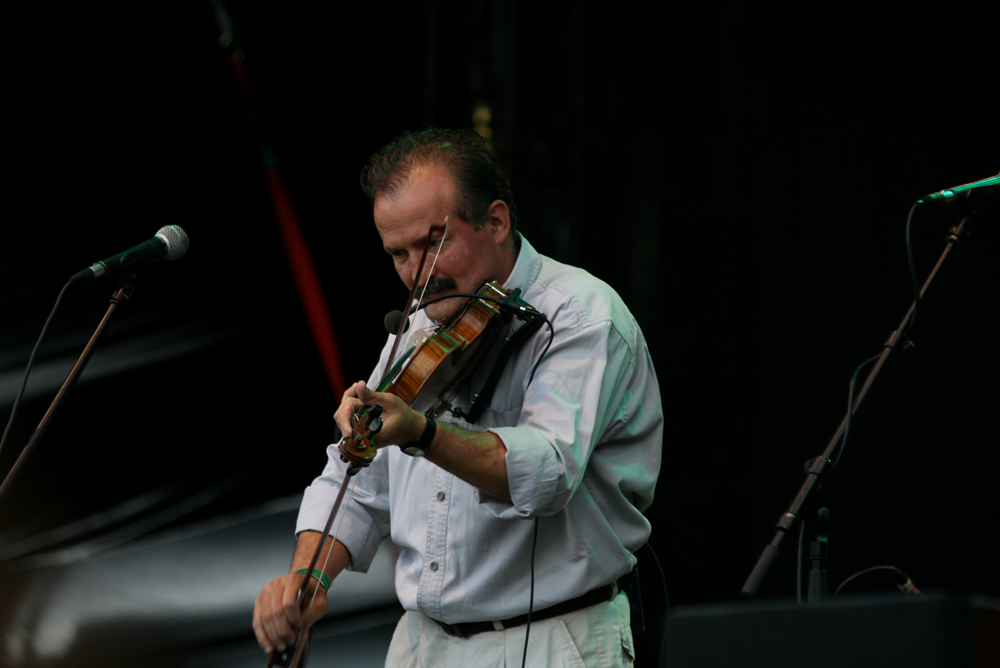
Csík zenekar sur la scène du Sziget.

La programmation du Sziget Festival est éclectique : outre la musique, il y a également du cinéma en plein air, de la danse contemporaine, des expositions, du théâtre de scène et de rues, du cirque acrobatique, des espaces de discussion et de débat, des lectures de littérature hongroise en langues étrangères, du sport, des jeux, de la danse, etc. Le village rassemble des stands de plusieurs associations hongroises ainsi qu'un vaste espace de restauration.
Les organisateurs veillent également à assurer une diversité des nationalités représentées sur les scènes de l'île. Au-delà des stars internationales, le Sziget Festival laisse une large place aux artistes hongrois les plus connus, à l'instar de Balogh Kálmán Gipsy Cimbalom Band, Besh o droM, DJ Goulash Exotica, Heaven Street Seven, Napra, Beáta Palya, Quimby, Tankcsapda, Csík zenekar, Yonderboi, etc.

## Programmations

### 1993–1999
- 1993 (43 000 visiteurs)
- 1994 (Diáksziget - Eurowoodstock ; 143 000 visiteurs) :  The Birds, Blood, Sweat and Tears, Eric Burdon, Grandmothers of Invention (Frank Zappa's band), Jefferson Starship, Jethro Tull, Ten Years After.

- 1995 (173 000 visiteurs) : Clawfinger, Jeff Healey, John Cale, Kava Kava, The Stranglers.

- 1996 (Pepsi Sziget ; 206 000 visiteurs) : Iggy Pop, Slash, Sonic Youth, The Bates, The Levellers, The Prodigy, The Stone Roses, Therapy?.

- 1997 : (Pepsi Sziget ; 260 000 visiteurs) : David Bowie, Chumbawamba, dEUS, Faith No More, Foo Fighters, Motörhead, New Model Army, Rollins Band, The Cardigans, The Toy Dolls.

- 1998 : (Pepsi Sziget ; 268 000 visiteurs) : Boney M., Chumbawamba, Coolio, Goldie, Green Day, Mory Kanté, Paradise Lost, Patti Smith, Rammstein, Shane MacGowan and the Pogues, Therapy?.

- 1999 : (Pepsi Sziget ; 297 000 visiteurs) : Apocalyptica, Asian Dub Foundation, Baaba Maal, Brand New Heavies, Faithless, Guano Apes, Kool and the Gang, Liquido, Paradise Lost, Rachid Taha, Suede, Troitsa.

### 2000–2004
- 2000 (324 000 visiteurs) : Apollo 440, Baaba Maal, Chumbawamba, Bad Religion, Bloodhound Gang, Clawfinger, Die Ärzte, Gods Tower, Guano Apes, HIM, K2R Riddim, Lou Reed, Oasis, Suzanne Vega, Therapy?, Troitsa.

- 2001 (Pepsi Sziget ; 365 000 visiteurs) :  Ash, Bomfunk MC's, Jimmy Bosch, Eagle-Eye Cherry, Faithless, Freestylers, Guano Apes, HIM, Khaled, Moonspell, Morcheeba, Nightwish, Noir Désir, Omara Portuondo, Placebo, Värttinä, Run–DMC.

- 2002 (Pepsi Sziget ; 355 000 visiteurs) : Amorphis, Baaba Maal, Die Toten Hosen, HIM, Iggy Pop, Jovanotti, Mory Kanté, Muse, Natacha Atlas, Nightwish, Pulp, Stereo MC's, The 69 Eyes, The Cure, The Gathering, The Klezmatics, Mission, Tito and Tarantula, Transglobal Underground, UK Subs.

- 2003 (361 000 visiteurs) :  Apocalyptica, DJ Rush, Fun Lovin' Criminals, Massive Attack, Morcheeba, Seeed, Shaggy, Slayer.

- 2004 (369 000 visiteurs) :  Amorphis, Ash, Basement Jaxx, Children of Bodom, Faithless, Freestylers, Fun Lovin' Criminals, In Flames, Junkie XL, Paul Oakenfold, Pet Shop Boys, Scissor Sisters, Sugababes, Bloodhound Gang, The Gathering, The Rasmus, Tito and Tarantula.

### 2005–2009
- 2005 (385 000 visiteurs) :, Basement Jaxx, Buena Vista Social Club, Franz Ferdinand, Good Charlotte, KoЯn, Natalie Imbruglia, Nick Cave, Paul van Dyk, Sean Paul, Ska-P, Underworld.

- 2006  (385 000 visiteurs) :  17 Hippies, Cradle of Filth, Evergrey, Fear Factory, Franz Ferdinand, Gogol Bordello, Hadag Nahash, Iggy and the Stooges, Jovanotti, Leningrad, Les Doigts de l'homme, Living Colour, maNga, Ministry, Natacha Atlas, Placebo, Radiohead, Robert Plant, Scissor Sisters, Sick of It All, Sons and Daughters, The Prodigy, The Rasmus, Therapy?, Wir sind Helden.

- 2007 (371 000 visiteurs : Alpha Blondy, Eagles of Death Metal, Ennio Marchetto, Faithless, Gogol Bordello, Laurent Garnier, Madness, Manu Chao, Nine Inch Nails, Pink , Quimby, Razorlight, Sinéad O'Connor, The Chemical Brothers, The Good, the Bad and the Queen, The Hives, The Killers, The Rakes, Tool.

- 2008 (385 000 visiteurs) : Alanis Morissette, Anti-Flag, Babyshambles, Die Ärzte, Flogging Molly, Iron Maiden, Jamiroquai, Justice, Kaiser Chiefs, Lauren Harris, Mademoiselle K, Millencolin, R.E.M., Róisín Murphy, Serj Tankian, Sex Pistols, The Cribs, The Killers, The Kooks, The Presidents of the United States of America, The Wombats, MGMT.

- 2009 (390 000 visiteurs) : The Prodigy, The Offspring, Faith No More, IAMX, Paul Oakenfold, Coldcut, Birdy Nam Nam, Fatboy Slim, Lily Allenn Ska-P, Tricky, Placebo, Nouvelle Vague, Buena Vista Social Club, White Lies, Armin van Buuren, Al Di Meola, The Crystal Method, Manic Street Preachers, Pendulum, Bloc Party, Klaxons, The Ting Tings, Tiken Jah Fakoly.

### 2010–2014

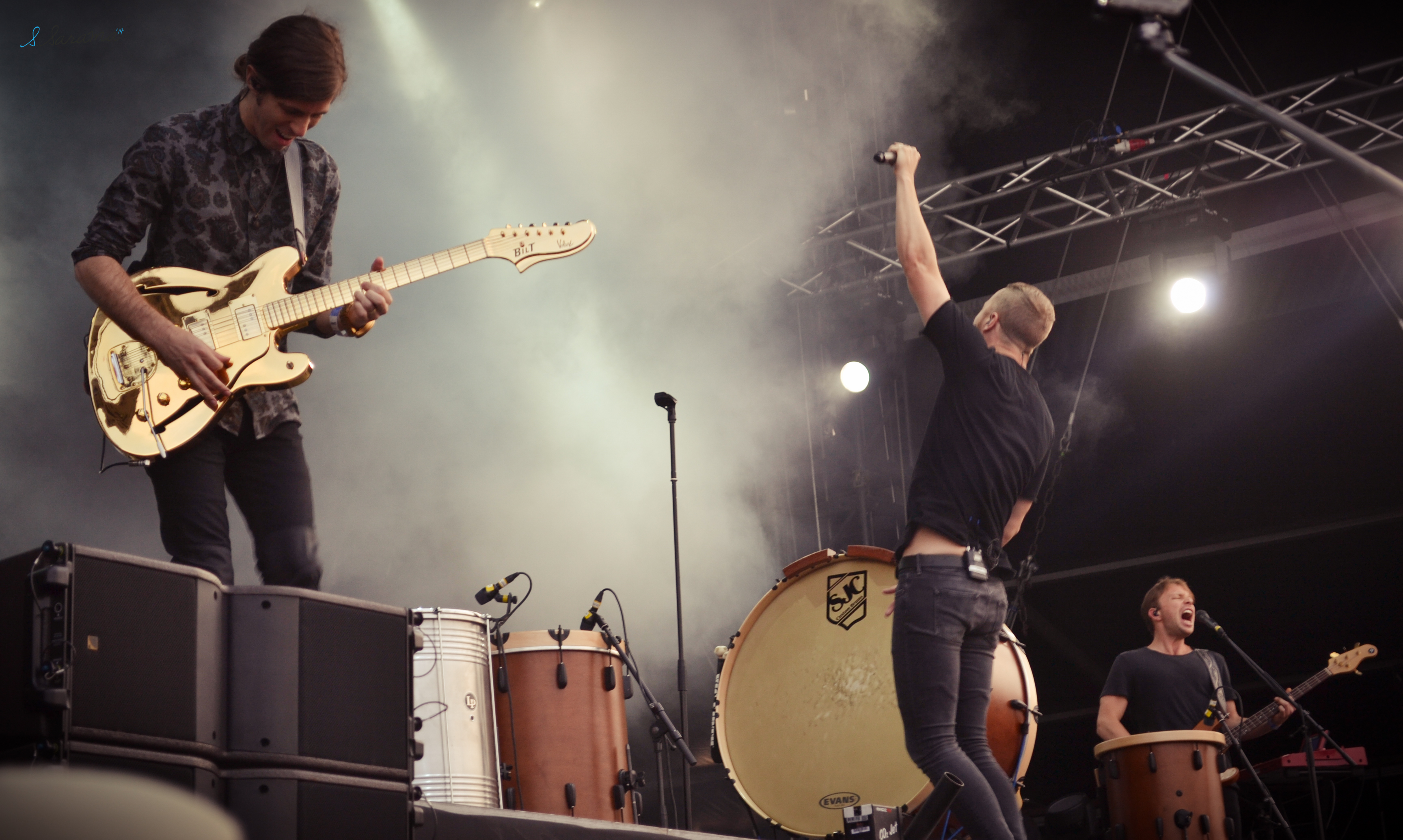
Imagine Dragons, Sziget Festival 2014

- 2010 (382 000 visiteurs) : Thirty Seconds to Mars, Bad Religion, Billy Talent, Children of Bodom, Csík zenekar et leurs invités, Danko Jones, Enter Shikari, Faithless, Fear Factory, Gwar, Ill Niño, Infected Mushroom, Iron Maiden, Kamelot, Kasabian, Kati Kovács and The Qualitons, Liapis Troubetskoï, Madness, Miz, Monster Magnet, EZ3kiel, Muse, Papa Roach, Paradise Lost, Ska-P, Skindred, Subsonica, The 69 Eyes, The Hives.

- 2011 (385 000 visiteurs) : Prince, Flogging Molly, Rise Against, The Maccabees, Ben l'Oncle Soul, Good Charlotte, Kasabian, La Roux, The Chemical Brothers, Gotan Project, Les Hurlements d'Léo, Goran Bregović, Dizzee Rascal, Skunk Anansie, Thirty Seconds to Mars, Hadouken!, Cheikh Lô, Gogol Bordello, Suicidal Tendencies, Watcha Clan, Selah Sue, Kid Cudi, Dubfire, Zombie Nation, 2ManyDJ's, Motörhead, Judas Priest, Within Temptation, Deftones, Besh o droM.

- 2012 (379 000 visiteurs[1]) : The Stone Roses, Placebo, LMFAO, Rizzle Kicks, The Subways, Hurts, The Horrors, Korn, Paolo Nutini, Crystal Fighters, Steve Aoki, Axwell, The Ting Tings, Two Door Cinema Club, The Pogues, Goran Bregović Wedding and Funeral Band, Emir Kusturica and The No Smoking Orchestra, Noah and the Whale, Mando Diao, Friendly Fires, The Vaccines, Magnetic Man, Beatsteaks, dEUS, Ministry, HK et Les Saltimbanks, LaBrassBanda, Leningrad, Bebel Gilberto, Caro Emerald, The xx,Glasvegas, Katzenjammer, Flying Lotus, Fink, Anna Calvi, Muchachito Bombo Infierno, Che Sudaka, La Selva Sur, Molotov, Shantel and Bucovina Club Orkestar, Quimby, Besh o droM, Sergent Garcia, Dubioza Kolektiv, Roy Paci & Aretuska, Fanfare Ciocărlia, Orchestre national de Barbès, RotFront, Quimby, Amsterdam Klezmer Band, Snoop Dogg, Sum 41, 1995.

- 2013  (362 000 visiteurs) : Alex Clare, Azealia Banks, Bad Religion, Besh o droM, Blur, Calexico, Chase and Status, Chris Liebing, David Guetta, Deichkind, Die Ärzte, Dizzee Rascal, Editors, Emir Kusturica and The No Smoking Orchestra, Empire of the Sun, Enter Shikari, Everything Everything, Leningrad, Hadouken!, Katy B, Michael Kiwanuka, Nicky Romero, Parno Graszt, Parov Stelar Band, Peter Bjorn and John, Rachid Taha, Sebastian Ingrosso, Seeed, Ska-P, Skip and Die, Skunk Anansie, Tame Impala, Totally Enormous Extinct Dinosaurs, Triggerfinger, Kapela ze Wsi Warszawa, Wax Tailor, Woodkid, Zaz.

- 2014 (415 000 visiteurs) :  Anti-Flag, Axwell, Bastille, Bombay Bicycle Club, Bonobo, Borgore, Brody Dalle, Calvin Harris, Crystal Fighters, Darkside, Deadmau5, Die Fantastischen Vier, Djaikovski, Fink, Girls in Hawaii, Imagine Dragons, Jagwar Ma, Jake Bugg, Kavinsky, Klaxons, La Roux, Laidback Luke, Lily Allen, London Grammar, Macklemore et Ryan Lewis, Michael Kiwanuka, Miles Kane, Mount Kimbie, Palma Violets, Placebo, Queens of the Stone Age, Ska-P, Skrillex, Starlight Girls, Stromae, The Big Pink, The Kooks, The Prodigy, Tom Odell, Wild Beasts.

### 2015–2019

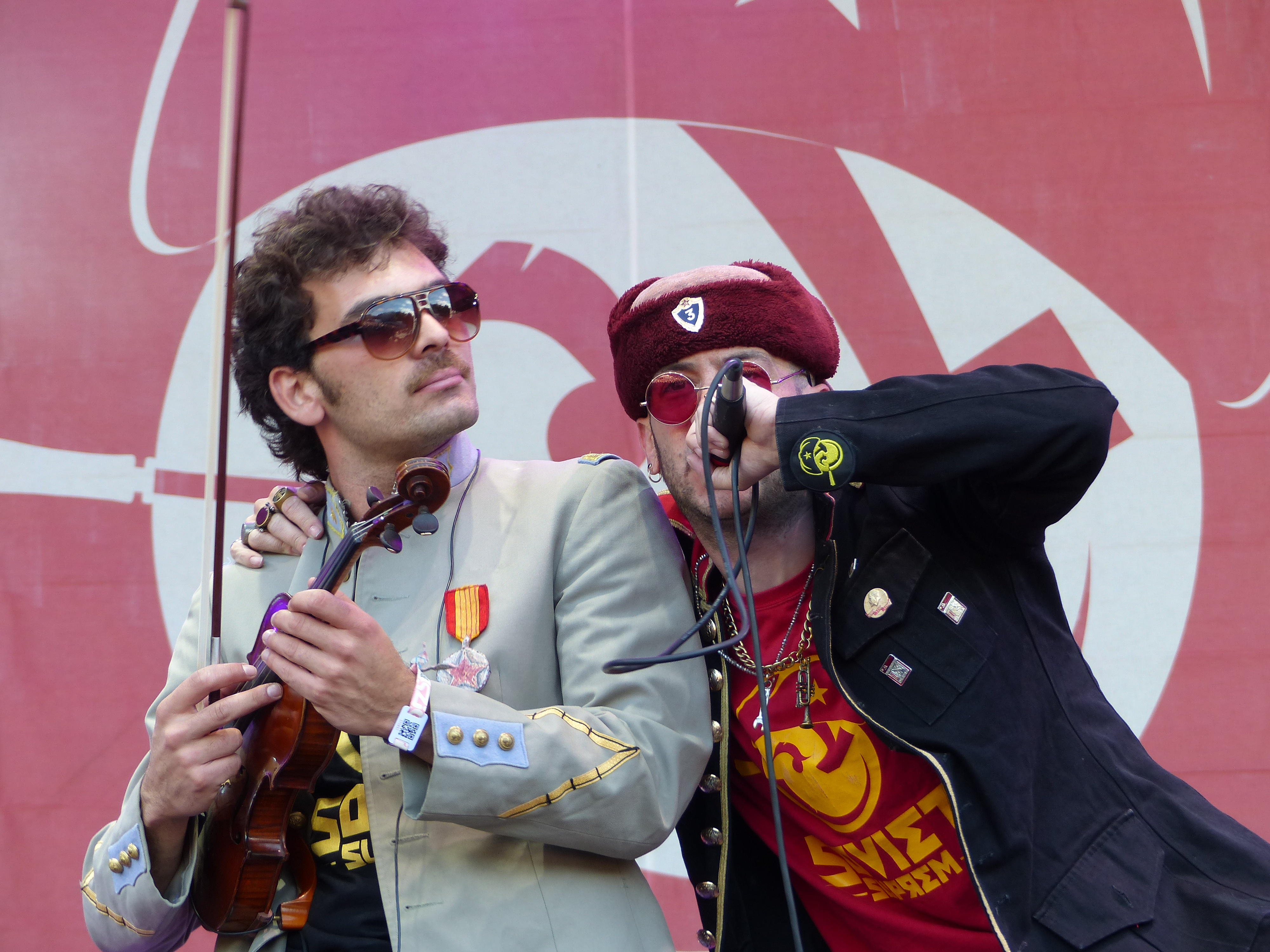
Soviet Suprem, Sziget Festival 2016.

- 2015 (441 000 visiteurs, artistes annoncés[2]) : Alt-J, Awolnation, Babylon Circus, Blasterjaxx, Fauve, Florence and the Machine, Jamie Woon, José González, Kadebostany, The Subways, Robbie Williams, Gogol Bordello, The Horrors, The Script, Halestorm, Tyler, The Creator, Yamina, Oliver Heldens, Che Sudaka, The Ting Tings, Balthazar, Interpol, Kasabian, Avicii, Major Lazer, Kings of Leon, Paloma Faith, Faith, Nero, Bassjackers, Goran Bregović, Limp Bizkit, Milky Chance, Sigma Live, HK et Les Saltimbanks, Julian Jordan, Nervo, Martin Garrix.

- 2016 (496 000 visiteurs, artistes annoncés[2]) : Afrojack, Bastille, Bloc Party, Bring Me the Horizon, Buika, Bullet for My Valentine, Chvrches, Crystal Castles, David Guetta, Deluxe, Die Antwoord, Dillon Francis, DVBBS, Goran Bregović, Hardwell, Jain, Jake Bugg, Jess Glynne, John Newman, Kaiser Chiefs, Kodav, Kodaline, La Smala, Leningrad, Les Hurlements d'Léo, M83, Manu Chao, Marky Ramone, Muse, Naughty Boy, Nicky Romero, Parkway Drive, Parov Stelar, Perturbator, Rachid Taha, Rihanna, Róisín Murphy, Sia, Sigur Rós, Skunk Anansie, Soviet Suprem, Sum 41, The Chemical Brothers, The Last Shadow Puppets, The Lumineers, The Neighbourhood, Years and Years, Zedd.

- 2017 (450 000 visiteurs, artistes annoncés[2]) : Alex Clare, Alt-J, Bakermat, Biga Ranx, Billy Talent, Birdy, Blahalouisiana, Breaking Benjamin, Clean Bandit, Crystal Fighters, Dimitri Vegas & Like Mike, DJ Shadow, Don Diablo, Flume, Fritz Kalkbrenner, Georges Ezra, GTA, GusGus, Interpol, Jagwar Ma, Jamie Cullum, Kasabian, La Caravane Passe, Leningrad, Mac Demarco, Macklemore & Ryan Lewis, Major Lazer, Metronomy, Paul Van Dyk, PJ Harvey, Oliver Heldens, P!nk, Puggy, Rita Ora, Romano Nervoso, Rone, Rudimental, Steve Aoki, The Chainsmokers, The Kills, The Pretty Reckless, The Strypes, The Vaccines, Tom Odell, Two Door Cinema Club, Vince Staples, Wiz Khalifa, et W&W.

- 2018 [2] : Arctic Monkeys, Asaf Avidan, Astronautalis, Bastille, Blossoms, Borgore, Cigarettes After Sex, Clean Bandit, Desiigner, Don Diablo, Dua Lipa, Everything Everything, Fever Ray, Fink, Gogol Bordello, Gorgon City Live, Gorillaz, Jay Hardway, Kaleo, Kendrick Lamar, Klub des Loosers, KSHMR, Kygo, La Femme, Lana Del Rey, Liam Gallagher, Little Dragon, Lykke Li, Milky Chance, MØ, Mumford and Sons, Nick Murphy, Nothing but Thieves, Parov Stelar, Perturbator, Petit Biscuit, Popof, Senbeï, Shawn Mendes, Stormzy, Témé Tan, The Kooks, The War on Drugs, Unknown Mortal Orchestra, Wolf Alice, Zara Larsson, Two Door Cinema Club, ZHU.

- 2019[2] : Foo Fighters, Ed Sheeran, Florence and the Machine, Post Malone, Twenty One Pilots, The 1975, The National, Martin Garrix, Richard Ashcroft, Franz Ferdinand, James Blake, Years and Years, Tove Lo, Catfish and the Bottlemen, Mura Masa, Kodaline, Chvrches, Johnny Marr, Jungle, Tom Odell, Polo & Pan, The Blaze, Razorlight, Big Thief, Son Lux, Richie Hawtin, Honne, Maribou State, David August, Jain, Idles, Yeasayer, Yellow Days, Broken Social Scene, Parcels, Superorganism, Pale Waves, Tove Styrke, Boy Pablo, Masego, IAMDDB, Xavier Rudd, Gang of Youths (en), Vini Vici, Carnage, Khruangbin, Jax Jones, Of Mice and Men, W&W.

### 2020–2024
- 2020–2021 : éditions annulées

- 2022 [2] : Arctic Monkeys, Calvin Harris, Dua Lipa, Justin Bieber, Kings of Leon, Tame Impala, Lewis Capaldi, Stromae, Bastille, Anne-Marie, Rüfüs Du Sol, Steve Aoki, Alan Walker, Caribou, Jungle, Woodkid, FKJ, Nina Kraviz, Jon Hopkins, Sigrid, Slowthai, Ronnie Flex and the Fam, Rilès, Princess Nokia, Milky Chance, Beabadoobee, Bad Gyal, Clutch, Fontaines D.C., Palaye Royale, Holly Humberstone, Floating Points, BadBadNotGood, Inhaler, Channel Tres, Ben Klock, Solardo, Claptone, Honey Dijon, Sevdaliza, Bob Moses Club Set, Seth Troxler, Kölsch, Joris Voorn, Mind Against, Mathame, Nghtmre, Kensington (en), Ofenbach, Mezerg, Alice Merton, MEUTE, Noga Erez, Dimension, Folamour, Mella Dee (en), Paula Temple, Sasha, Matador, Lola Marsh, Role Model, Iceage, Black Honey (en), Tokimonsta, Apashe, Sub Zero Project, TSHA, Tourist (en), Myd, Remi Wolf, Alfie Templeman, CMAT, Kid Francescoli, The Murder Capital, Shanti Celeste, Gerd Janson, Wilikens and Ivkovic, Héctor Oaks and SPFDJ pres. Spfoaks, SPFDJ, Dirtyphonics, Taaliah, Volac, ATLiens.

- 2023 : À compléter

- 2024[3] : Kylie, Fisher, Tom Odell, Free to be... Special Party, Margaret Island, Marc Rebillet, L'Impératrice, Barry Can't Swim, Tkay Maizda, Joost, Blondshell, Richie Hawtin, KI/KI, CAIVA, Frederic., Funk Tribu, Héctor Oaks, Parketstrange, Supergloss, ZISKO, dtnb., Sonic Rain, Dom Dolla, Loco Dice, Tini Gessler, Marc Maya, Deaf Jules, ZOLA, Cary, Die P, DJ Ron, Grinch, Hexer, Mascot, Mimii, Mona Lina, Pimf, Satarii, Skuff Barbie, Torky Tork, Break YOGA, Cypher Town battle, Warm up, 6363, Fülöp, Orosz Csaba, R3D TR1BE, Artemas, Royel Otis, Jeremias, Allmax, Enesi M., K!ngdom. Bobo & Behaja, Bénin International Musical, DJ Mukambo, Nasip Kismet, Sidi Wacho, Saïd Tichiti & Vázsonyi János, Alexander Vantournhout  / not standing: Screws, Bush Hartshorn : Tell Daddy, Company Chameleon: UMBRA, Galit Liss: Blue Zone, Good Morning Dance, House Party at the Theatre, Mellina Boubetra: Intro, Nathan Felix-Rivot: BEWARE, Gyula Cserepes: Dance with Us!, Sleeping Beauty Project: Dream Experiment, Halsey, Aurora, Azahriah, grandson, Liam Gallagher, Stormzy, Yves Tumor, Teezo Touchdown, Martin Garrix, Bebe Rexha, Louis Tomlinson, MØ, Janelle Monáe, Sam Smith, Fontaines D.C., Becky Hill, Fred Again, Skrillex, RAYE, Four Tet.